# Wolffia globosa
Wolffia globosa (Roxb.) Hartog & Plas è una pianta appartenente alla famiglia delle Araceae. È originaria dell'Asia e si trova in alcune parti delle Americhe e dell'Africa, dove è una specie introdotta. Cresce in tappeti galleggianti sulla superficie di corpi d'acqua dolce e calma, come stagni, laghi e paludi. È una pianta minuscola, di forma ovale, senza foglie, steli o radici. Il corpo della pianta, una fronda verde trasparente, è largo meno di un millimetro. In un esperimento sull'uomo, è stato riscontrato che la W. globosa processata fornisce proteine alimentari e vitamina B12.
La Wolffia globosa è stata definita come la pianta più piccola del mondo, con soli 0,1-0,2 mm di diametro.
Conosciuto in tailandese come pham (ผํา), è un alimento popolare nella cucina tailandese, specialmente nell'Isan.